# هاوارد اسمیت
هاوارد اسمیت (انگلیسی: Howard Smith؛ ۱۰ دسامبر ۱۹۳۶ – ۱ مهٔ ۲۰۱۴) یک کارگردان اهل ایالات متحده آمریکا بود. فیلم او مارجو در سال ۱۹۷۲ برنده جایزه اسکار بهترین فیلم مستند شده است.